# Agraulis vanillae
Agraulis vanillae е вид пеперуда от семейство Многоцветници (Nymphalidae), единствена от рода Agraulis.

## Разпространение
Видът е разпространен в южната част на Северна Америка, Карибския регион и Южна Америка.

## Описание
Това е голяма пеперуда с разпереност на крилата от 6 до 9,5 cm. По ръба на задните крила е украсена с ярки оранжево-кафяви петна и фини кафяви кръгове.

## Подвидове
Открити са 8 подвида:
- Agraulis vanillae vanillae Linnaeus, 1758
- Agraulis vanillae forbesi (Michener, 1942) – в Перу
- Agraulis vanillae galapagensis (Holland, 1889) – на Галапагоските острови
- Agraulis vanillae incarnata (Riley, 1926) – в Мексико и Калифорния
- Agraulis vanillae insularis (Maynard, 1889) – на Карибите и Бахамите
- Agraulis vanillae lucina (C. & R. Felder, 1862) – в Перу.
- Agraulis vanillae maculosa (Stichel, 1908) – в Бразилия, Парагвай, Уругвай и Аржентина
- Agraulis vanillae nigrior (Michener, 1942) – във Флорида.[4]